# Santuario di Pietralba
Il santuario della Madonna di Pietralba (Wallfahrtsort Maria Weißenstein in tedesco, Santuarie de Baissiston in ladino) è uno dei principali santuari in Alto Adige, collocato a 1520 m s.l.m., tra i paesi di Nova Ponente e Monte San Pietro.

## Storia del santuario

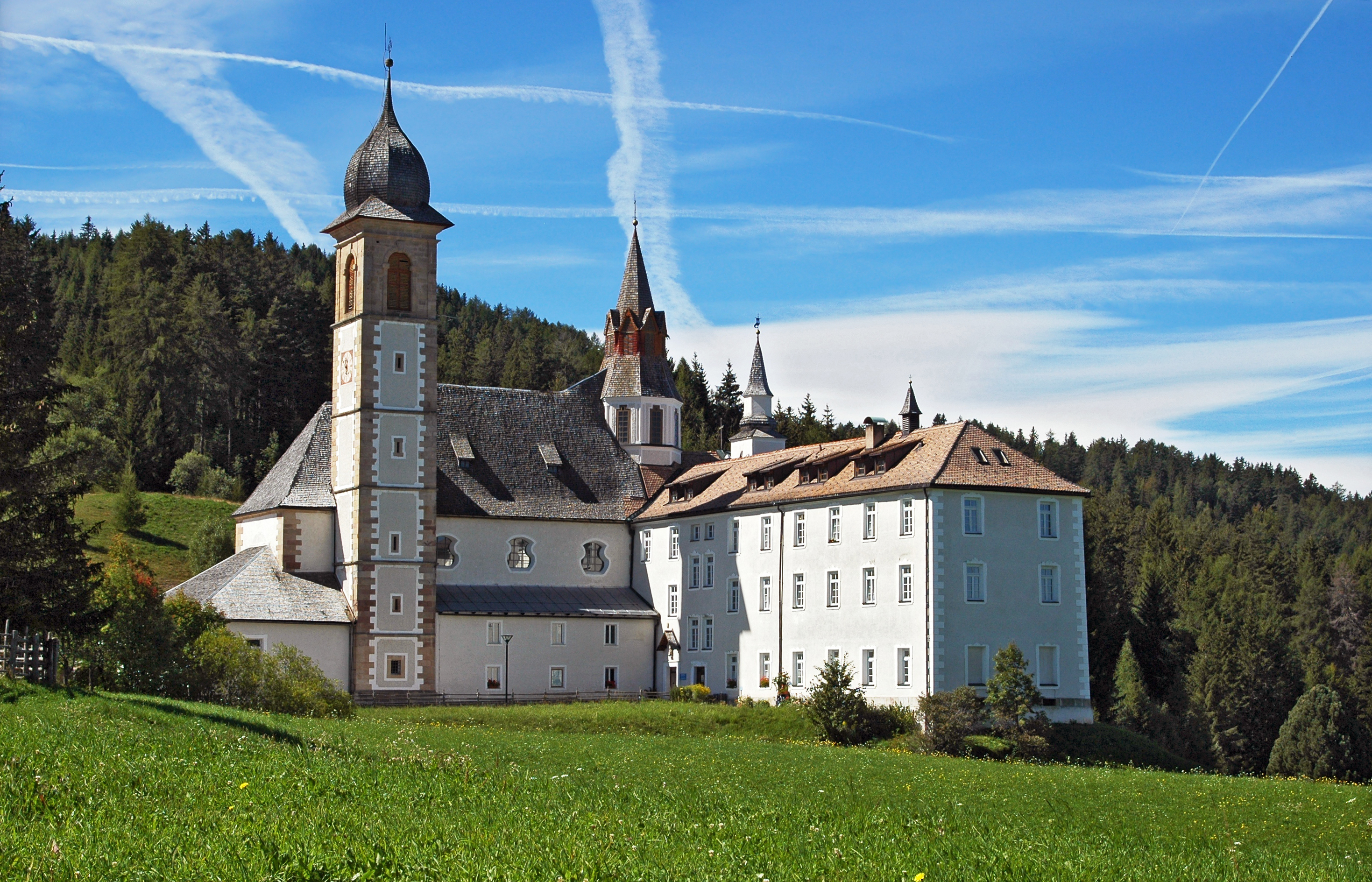
Altra vista del santuario

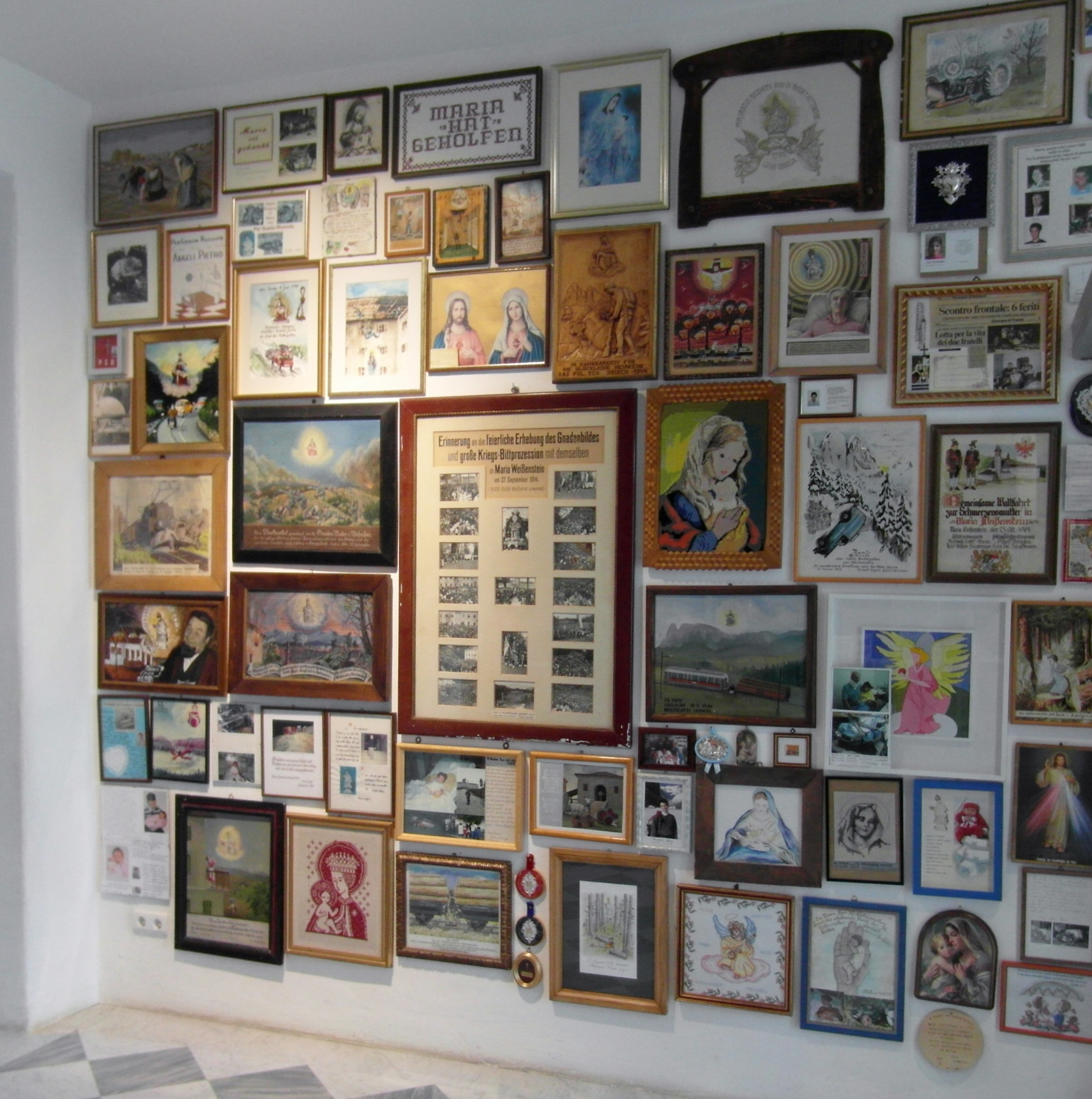
Alcuni ex-voto presso il santuario

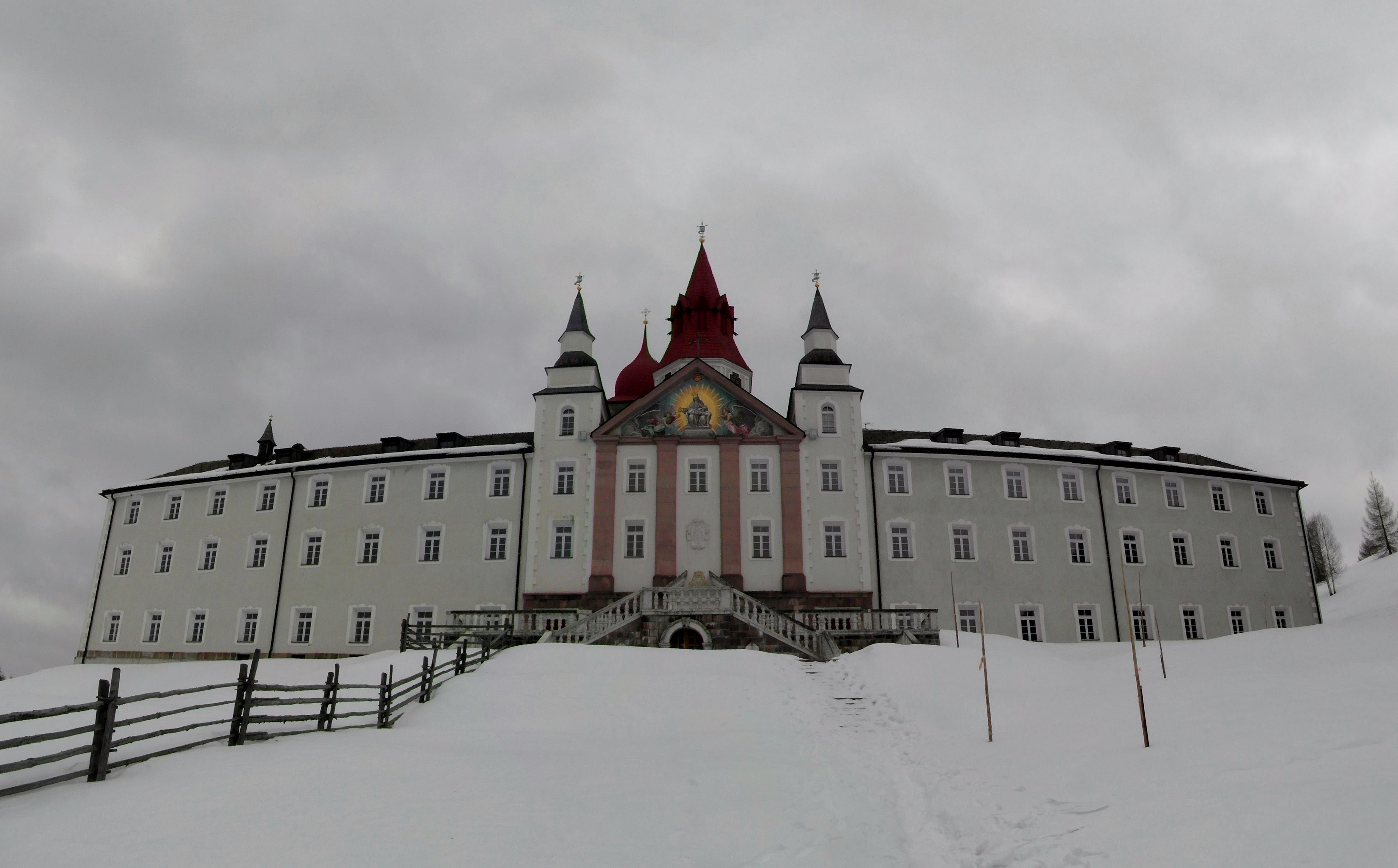
Vista invernale del santuario

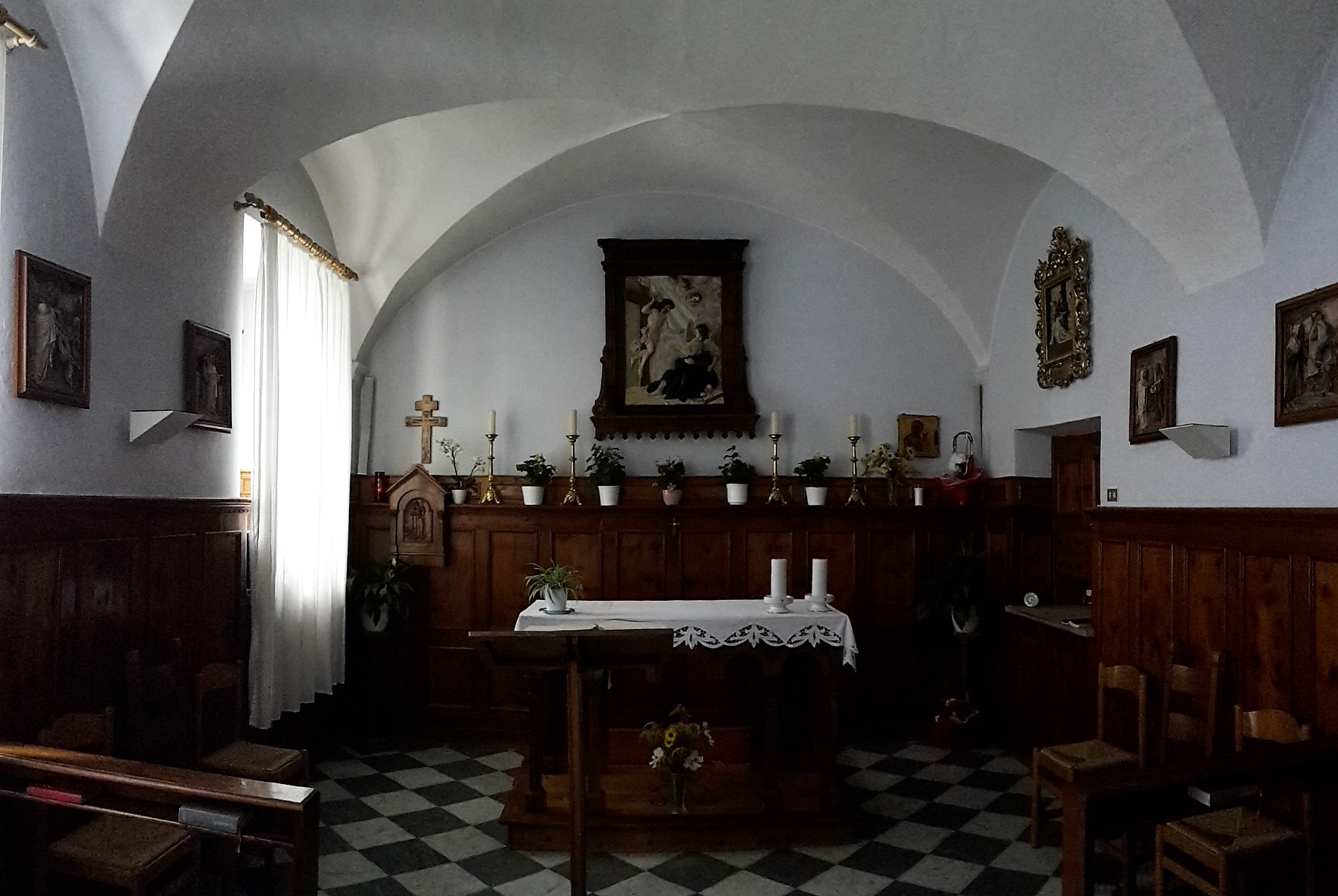
Interno cappella Pellegrino Laziosi

Il santuario fu fondato nel 1553, dopo il ritrovamento della statuetta miracolosa, una Pietà in alabastro, effettuato da un contadino del luogo, Leonhard Weißensteiner (da cui il nome del santuario), al quale sarebbe apparsa la Vergine Maria, guarendolo dalla sua malattia. A titolo di ringraziamento, la Madonna gli avrebbe chiesto di erigere una cappella, dove coloro che lo volessero potessero andare a lodarla e invocarla. Tale cappella divenne ben presto molto frequentata, tanto che fu necessario costruire un edificio più grande; una vera e propria chiesa.
I lavori iniziarono nel 1638, furono completati nel 1654 e la consacrazione di questa chiesa costruita in stile barocco si ebbe nel 1673. Il convento fu invece costruito nel 1722. Questa nuova chiesa comprende tuttora una vetrata dove si può ammirare una statua della Madonna Addolorata con Gesù deposto dalla croce sulle sue ginocchia, la cappella originaria costruita da Leonhard, l'altare maggiore con foglie in oro e argento, affreschi di Adam Mölk, del Pussjäger, di Alfons Siber e di Franz Haider.
Il luogo fu rilevato nel 1718 dall'Ordine dei servi di Maria di Innsbruck. Nel 1787 il santuario fu soppresso dall'imperatore Giuseppe II e la statuetta fu trasferita a Laives; la chiesa fu profanata e adibita a deposito legname.
Nel 1836 il santuario, riacquistato dai servi di Maria di Innsbruck, torna a essere un luogo di preghiera; nel periodo fascista i monaci di lingua tedesca furono sostituiti con monaci di lingua italiana, appartenenti ai Servi di Maria di Vicenza, che lo curano ancora oggi.
Il 24 agosto 1885 una copia della statua della Madonna Addolorata fu nuovamente collocata nella chiesa, assieme a una processione che ha coinvolto oltre 130 sacerdoti e 15.000 credenti, con la presenza dell'allora vescovo della diocesi di Trento Giovanni Giacomo della Bona. In occasione di una visita di papa Giovanni Paolo II, il santuario fu elevato alla dignità di basilica minore. In preparazione del Giubileo del 2000 fu rinnovato l'ostello della gioventù e la casa del pellegrino.
Dal 1993 al 22 febbraio 2012, padre Lino Pacchin è stato il priore del santuario. Nel suo futuro i servi di Maria gli hanno affidato l'incarico di priore provinciale di tutti i santuari della Lombardia e del nord-est. Fisicamente padre Lino è stato spostato al santuario della Madonna di Monte Berico, a Vicenza.
Tuttora presso il santuario vi è un corridoio con centinaia di ex-voto, ovvero le testimonianze di gratitudine della gente verso la Madonna. Da tale corridoio si accede alla chiesa come ingresso secondario. Accanto alla basilica, si trova la cappella di San Pellegrino Laziosi, patrono dei malati di tumore, e un luogo denominato "penitenzieria" dove si ha la possibilità di potersi confessare quotidianamente o semplicemente per un colloquio sia in lingua italiana che quella tedesca.

## Da vedere

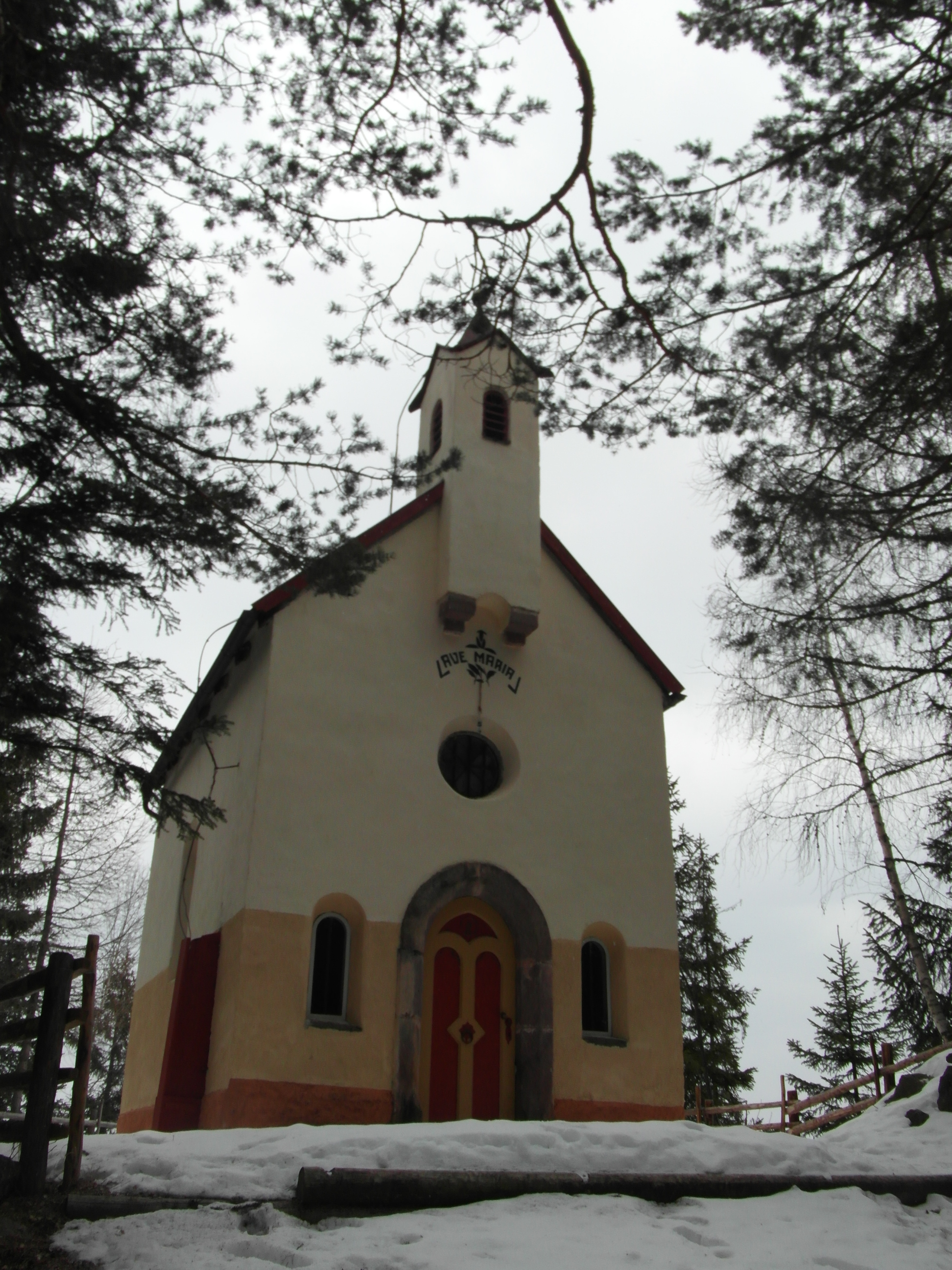
La cappella San Leonhard

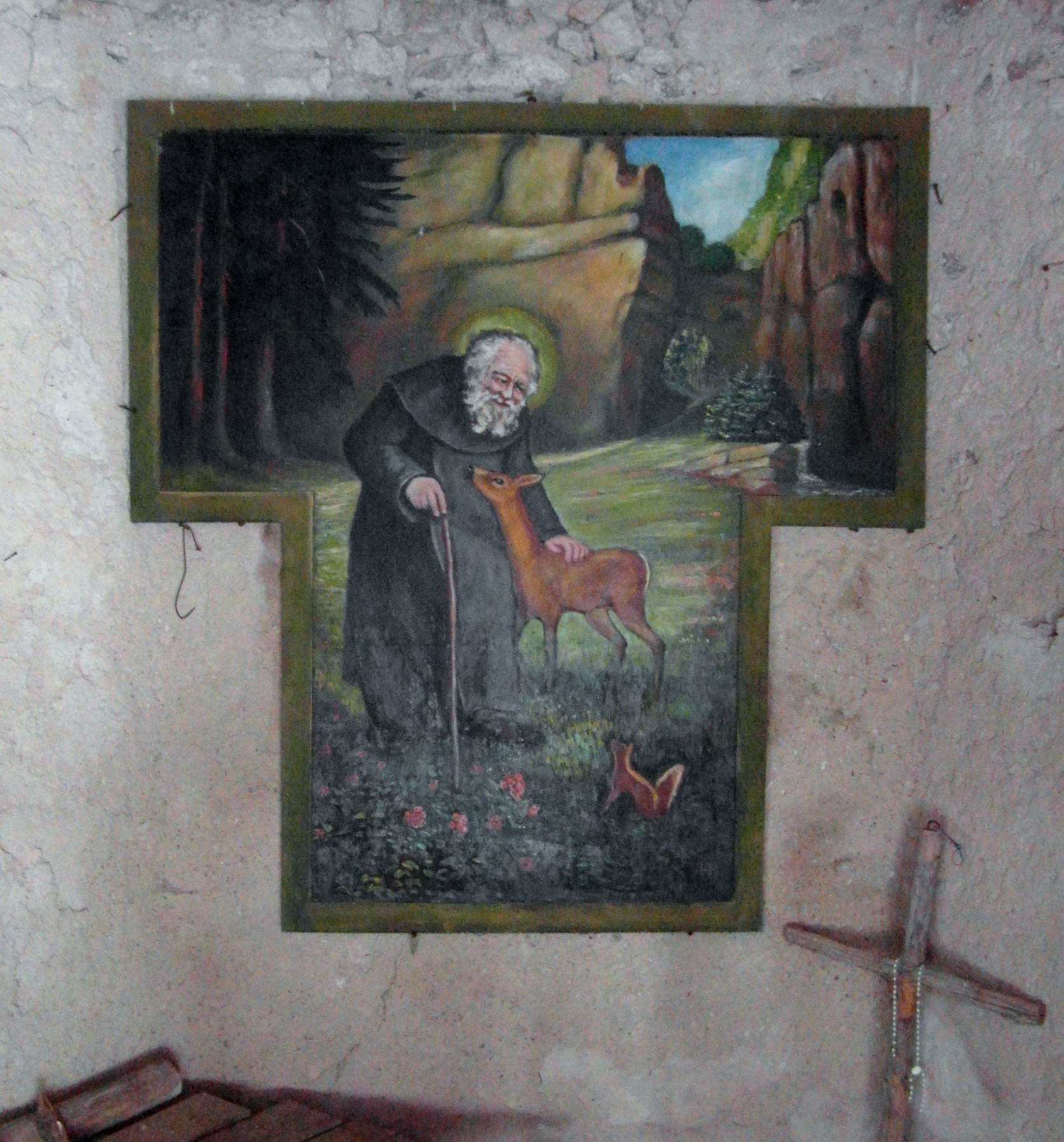
Raffigurazione di Leonhard presso l'eremo

Oltre al santuario, risalendo per una ventina di minuti il sentiero nr. 4 in direzione est, è possibile raggiungere la cappella di Leonhard Weißensteiner, dove il santuario ebbe la sua origine, ovvero dove sarebbe apparsa la Vergine. Poco più in basso si trova il suo eremo, un piccolo e curioso luogo dove nel passato furono edificate anche altre piccole celle, di cui a oggi rimangono solo pochi resti. Da qui scendendo alcuni scalini si trova una piccola rientranza nella roccia, dove Leonhard cadde nel 1553.
Dall'eremo inoltre si ha un'ottima visuale sulle cime dolomitiche che contornano la zona: il Catinaccio, la Marmolada e il Latemar.

## Altre strutture

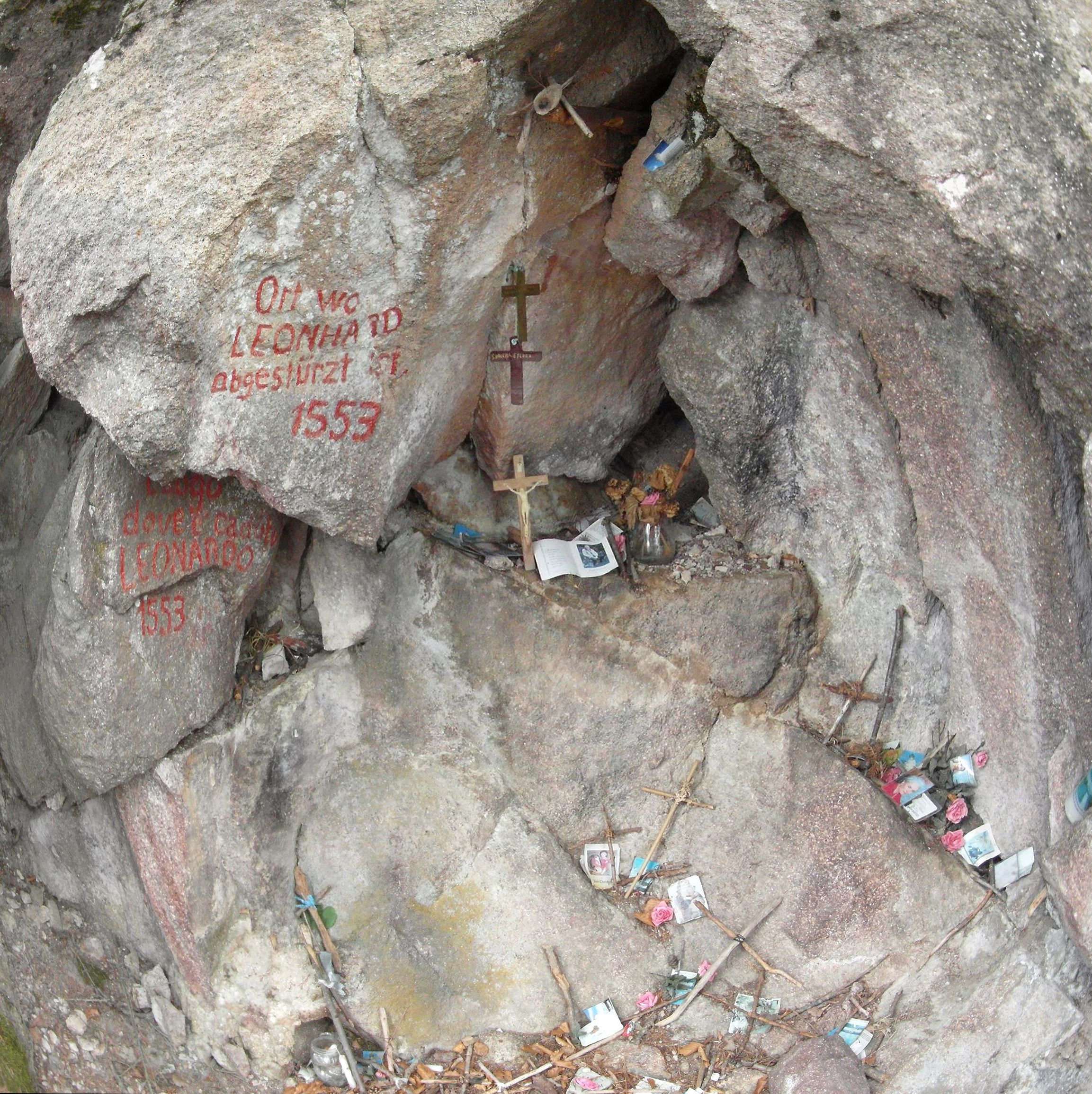
Luogo in cui Leonhard cadde

Oltre alla basilica, sono stati costruiti negli anni un albergo, la casa del pellegrino e l'ostello della gioventù. Inoltre vi è sempre la possibilità di pranzare presso un ristorante self-service e ristorarsi presso un bar.

## Pietà di Pietralba
Sino al 1787 nel santuario era conservata la Pietà di Pietralba, una piccola e preziosa statua di alabastro alta circa 16 cm che raffigura Maria Addolorata. In quel momento storico entrarono in vigore le disposizioni in materia di enti ecclesiastici di Giuseppe II d'Asburgo-Lorenae il curato di Laives Johann von Kolb decise di portare l'immagine sacra nella chiesa di Sant'Antonio Abate e San Nicolò dove da allora si trova.

## Pellegrini famosi
Tra tutti i pellegrini che si sono recati con fede al santuario spicca il nome di Albino Luciani (papa Giovanni Paolo I), il quale da bambino, assieme alla mamma Bortola e ai fedeli dell'agordino, partiva in pellegrinaggio per Pietralba. Di sua consuetudine vi trascorrerva le vacanze estive quando era ancora cardinale. Prenotò per l'ultima volta nell'agosto del 1978, ma alla morte di papa Paolo VI dovette partire per le solenni esequie papali e il successivo conclave che lo avrebbe eletto 263º successore di Pietro. Il 17 luglio 1988 si recò in pellegrinaggio al santuario della Madonna di Pietralba anche papa Giovanni Paolo II. Nel 2003 lo stesso papa ha concesso l'indulgenza plenaria a coloro che visitano questo luogo sacro.

## Per raggiungere Pietralba

### Con i mezzi
Il santuario di Pietralba in automobile da:
- l'uscita "Bolzano nord" dell'A22, e da qui seguendo le indicazioni per la Val d'Ega e Nova Ponente (circa 33 km);
- l'uscita "Egna-Ora" dell'A22, salendo in direzione Cavalese per poi deviare per Aldino (circa 22 km).

Esiste anche la possibilità di utilizzare mezzi pubblici.

### A piedi
La più nota possibilità è di risalire lungo il sentiero che parte dalla chiesa parrocchiale di Laives lungo circa 11 chilometri e un dislivello totale 1290 metri. Inizialmente abbastanza ripido questo sentiero conduce sino alla cappella di San Pietro (ted. St. Peter am Kofel) dopo di che si passa il monte Franzenberg. Da qui in poi il più è fatto; si passa per il paese di Nova Ponente e si seguano le segnaletiche per raggiungere il santuario. Ogni anno si effettua in maniera solenne questo percorso a mo' di pellegrinaggio.
Altra via per un pellegrinaggio inizia a Aldino seguendo il sentiero nr. 10 che in circa 2 ore e con un dislivello totale di 410 metri lungo circa 6 chilometri conduce al santuario.
Ogni anno centinaia di persone partono dalle valli del Trentino, Fornace in maggio e Fierozzo San Felice in settembre, in pellegrinaggio votivo a piedi compiendo più di 50 km verso il santuario partendo di notte.